# 志方光之
志方 光之（しかた みつゆき、1896年（明治29年）5月13日 - 1948年（昭和23年）12月5日）は、大日本帝国陸軍軍人。最終階級は陸軍少将。

## 経歴
1896年（明治29年）に福井県で生まれた。陸軍士官学校第29期、陸軍大学校第38期卒業。1939年（昭和14年）8月に陸軍航空兵大佐に進級し、1940年（昭和15年）8月に飛行第3戦隊長（第1飛行師団・第102教育飛行団）に就任した。1942年（昭和17年）10月に陸軍航空整備学校附となり、1943年（昭和18年）3月に第101教育飛行団長（第1航空軍・第51教育飛行師団）に就任した。
1944年（昭和19年）12月5日に独立第101教育飛行団長（航空総軍・第2航空軍）に就任し、1945年（昭和20年）3月1日に陸軍少将に進級した。ソ連対日参戦の際には8月12日にチチハルから一式戦闘機約12機を醴泉西方に出撃させ、第15飛行団と合わせて砲27門、自動車42両撃破などの戦果を挙げた。8月13日には一式戦闘機4機、九九式襲撃機3機で洮南西方に出撃し、装甲車8両を撃破。8月14日にも同地に出撃し、第15飛行団と合わせて装甲車35両を撃破した。8月15日には原田宇一郎第2航空軍司令官より西正面のソ連軍を全力で攻撃するように命じられ、午後からの出撃を準備していたが、正午の玉音放送を聴取して積極的攻撃を中止し、8月16日に関東軍より停戦を命じられた。
1948年（昭和23年）1月31日、公職追放仮指定を受けた。